# شهرستان تسار کالویان
شهرستان تسار کالویان (به بلغاری: Tsar Kaloyan Municipality) یک شهرستان در بلغارستان است که در استان رازگراد واقع شده‌است. شهرستان تسار کالویان ۱۸۶٫۴۲ کیلومتر مربع مساحت و ۶٬۳۱۴ نفر جمعیت دارد.